# No Sacrifice, No Victory
No Sacrifice, No Victory é o sétimo álbum de estúdio do grupo HammerFall, lançado em 20 de fevereiro de 2009. É o primeiro álbum da banda com o novo guitarrista, Pontus Norgren, e o primeiro após a volta do baixista Fredrik Larsson.

## Faixas
| N.º | Título                            | Compositor(es)                    | Duração |  |
| 1.  | "Any Means Necessary"             | Joacim Cans, Oscar Dronjak        | 3:37    |  |
| 2.  | "Life Is Now"                     | Cans, Dronjak                     | 4:45    |  |
| 3.  | "Punish and Enslave"              | Cans, Dronjak                     | 3:59    |  |
| 4.  | "Legion"                          | Cans, Dronjak                     | 5:38    |  |
| 5.  | "Between Two Worlds"              | Dronjak                           | 5:30    |  |
| 6.  | "Hallowed Be My Name"             | Cans, Dronjak                     | 3:58    |  |
| 7.  | "Something for the Ages"          | Pontus Norgren, Fredrik Thomander | 5:06    |  |
| 8.  | "No Sacrifice, No Victory"        | Cans, Dronjak                     | 3:34    |  |
| 9.  | "Bring the Hammer Down"           | Cans, Stefan Elmgren              | 3:43    |  |
| 10. | "One of a Kind"                   | Cans, Dronjak, Jesper Strömblad   | 6:16    |  |
| 11. | "My Sharona" (cover de The Knack) | Doug Fieger, Berton Averre        | 3:57    |  |

## Créditos
- Joacim Cans - vocal
- Oscar Dronjak - guitarra e vocal de apoio
- Pontus Norgren - guitarra e vocal de apoio
- Fredrik Larsson - baixo e vocal de apoio
- Anders Johansson - bateria

Participações
- Jens Johansson - solo de teclado em "Something for the Ages" e órgão de igreja em  "Between Two Worlds"
- Stefan Elmgren - solo de guitarra em "Bring the Hammer Down"
- Samwise Didier - arte de capa

## Paradas musicais
| Parada musical (2009)                      | Melhor posição |
| ------------------------------------------ | -------------- |
| Áustria (Ö3 Austria Top 40)                | 25             |
| Bélgica (Ultratop Flandres)                | 92             |
| Bélgica (Ultratop Valônia)                 | 82             |
| França (SNEP)                              | 95             |
| Alemanha (Offizielle Deutsche Charts)      | 7              |
| Suécia (Sverigetopplistan)                 | 2              |
| Suécia (Rock/Metal Chart)                  | 1              |
| Suíça (Schweizer Hitparade)                | 20             |
| Itália (FIMI)                              | 81             |
| Grécia (IFPI)                              | 7              |
| República Tcheca (ČNS IFPI)                | 33             |
| Noruega (VG-lista)                         | 46             |
| Reino Unido (UK Rock Chart)                | 18             |
| Reino Unido (UK Independent Albums Chart)  | 21             |
| Estados Unidos (Billboard Top Heatseekers) | 5              |

## Descrição das músicas
- O baterista Anders Johansson sabia que No Sacrifice, No Victory seria uma gravação importante, sendo a primeira desde Glory to the Brave (1997) sem o guitarrista Stefan Elmgren. Mas Johansson é confiante e explica todas as músicas. Em suas próprias palavras:[14]

| “ | - "Any Means Necessary": É um lugar na mente bagunçada de um assassino que está no limite, como uma bomba relógio. Ele se vê não só como um juiz e jurado, mas também como um executor enviado por Deus. É o primeiro single do álbum. Ritmo médio, o tipo de músicas pra cantar junto. - "Life Is Now": Uma música sobre a vida na estrada e a importancia de viver sua vida aqui e agora. Um sentimento triplo. É dançante. Minha favorita. É interessante e não típica de HammerFall. Joacim faz um ótimo trabalho aqui. - "Punish and Enslave": Uma corrida de galinhas que vai decidir o futuro do mundo. Uma das favoritas também. - "Legion": Depois de três tentações, o mesmo número que Satã deu a Eva no Jardim do Edem, um homem é possuído por uma legião de demônios. Ele é obrigado a trazer destruição e morte a esse mundo, a menos que encontre um jeito de lutar contra os demônios e mandá-los de volta pro Inferno. Uma típica "música-Hammerfall", com baixo duplo e Power Metal. - "Between Two Worlds": É sobre uma pessoa presa entre dois mundos, desesperada por mudanças. Uma balada pesada e escura, favorita de muitas pessoas. O órgão é tocado por Jens Johansson, meu irmão. O órgão foi gravado na cozinha do Timo Kotipelto. - "Hallowed Be My Name": Banido, por algo que ele não fez, e amaldiçoado por suas crenças, Hector é obrigado a andar na terra para sempre. Ele encontra abrigo na noite escura e clama por ajuda do sol e da lua. Uma coisa é clara para ele: Não importa o que eles fizerem, eles não poderão tirar seu verdadeiro nome e identidade. Ritmo médio e pesado. - "No Sacrifice, No Victory": Uma música sobre ser sincero consigo mesmo enquanto luta por suas crenças. Não importa o que aconteça, você deve sacrificar sua própria vida para não lutar sujo, perdendo seu orgulho e glória. Uma típica música no estilo HammerFall. - "Bring the Hammer Down": Uma música sobre a ascensão do Heavy Metal, a queda e a forte volta. Também descreve o espírito de todos os fãs de metal, que se mantém juntos, levantando a bandeira de uma nação. Stefan and Joacim escreveram essa. Uma música pesada de baixos duplos. - "One of a Kind": Uma história sobre homens que foram desafiados a ficar de pé e defender sua nação amaldiçoada. Nunca é tarde pra tentar e fazer uma mudança. A mais rápida que gravamos. Co-escrita por Jesper Strömblad [que veio a sair da banda no ano seguinte] do In Flames. | ” |